# NGC 7555
NGC 7555 est une entrée du New General Catalogue qui concerne un corps céleste perdu ou inexistant dans la constellation de Pégase. Cet objet a été enregistré par l'astronome britannique John Herschel le 11 septembre 1828